# Catalina Sandino Moreno
Catalina Sandino Moreno (Bogotá, 19 d'abril de 1981) és una actriu colombiana de cine. L'any 2004 va ser nominada a l'Oscar a la millor actriu per la seva interpretació protagonista a María, llena eres de gracia, essent la primera colombiana en aconseguir-ho.
També va ser guardonada amb l'Os de Plata a la millor interpretació femenina al Festival de Cinema de Berlín i amb l'Independent Spirit a la millor actriu per aquest mateix paper.

## Filmografia
| Cine | Cine                              | Cine                | Cine                                 |
| Any  | Títol                             | Paper               | Notes                                |
| ---- | --------------------------------- | ------------------- | ------------------------------------ |
| 2004 | María, llena eres de gracia       | María Álvarez       | Nominada al Oscar a la millor actriu |
| 2006 | Journey to the End of the Night   | Angie               |                                      |
| 2006 | Paris, je t'aime                  | Ana                 | (Segment "Loin du 16e")              |
| 2006 | Fast Food Nation                  | Sylvia              |                                      |
| 2006 | The Hottest State                 | Sarah               |                                      |
| 2007 | El cor de la terra                | Blanca Bosco        |                                      |
| 2007 | El Amor en los Tiempos del Cólera | Hildebranda Sánchez |                                      |
| 2008 | Che: The Argentine                | Aleida March        |                                      |
| 2008 | Che, Che: guerrilla (Parte dos)   | Aleida March        |                                      |
| 2010 | La Siguiente Estación             | Eva                 | Curtmetratge, Productora Executiva   |
| 2010 | The Twilight Saga: Eclipse        | Maria               |                                      |
| 2012 | Cristiada                         | Adriana             |                                      |
| 2013 | Magic, Magic                      | Barbara             |                                      |
| 2013 | Roa                               | María de Roa        |                                      |
| 2013 | Un Extraño en el Paraíso          | Jules               |                                      |
| 2013 | Medeas                            | Christina           |                                      |
| 2014 | At The Devil's Door               | Leigh               | Pos-Producció                        |
| 2014 | Swelter                           | Carmen              | Completa                             |
| 2014 | Incarnate                         |                     | Pos-Producció                        |
| 2015 | Castro's Daughter                 | Alina Fernández     | Pos-Producció                        |
| 2015 | A Most Violent Year               |                     | Filmando                             |
| 2015 | The Godmother                     | Eva                 | Pos-Producció                        |

| Televisió | Televisió        | Televisió | Televisió            |
| Any       | Títol            | Paper     | Notes                |
| --------- | ---------------- | --------- | -------------------- |
| 2013      | The Bridge       | Alma Ruíz | 8 Episodis           |
| 2014      | Red Band Society | Eva       | 3 Episodis           |
| 2014      | The Affair       | Luisa     |                      |
| 2015      | Falling Skies    | Isabella  | Personatge recurrent |